# Interior do Rio de Janeiro

Interior fluminense, em marfim.

O Interior do estado do Rio de Janeiro, ou interior fluminense, é a região que abrange todo o estado do Rio de Janeiro, com exceção da metrópole.
A mais populosa cidade do interior do estado é Campos dos Goytacazes, com mais de 500 mil habitantes.
O Rio Paraíba do Sul é o principal abastecedor de água dessa região, havendo ainda destaque para os rios Paraibuna, Piabanha, Rio Pomba, Rio Muriaé, e Rio Paquequer, todos eles tributários do Paraíba do Sul, que corre da Região do Médio Paraíba (no Sul Fluminense), atravessando a Região Centro-Sul Fluminense, até a Região Norte Fluminense, desaguando no Oceano Atlântico.
Carioca é o gentílico oficial do município do Rio de Janeiro, capital do estado do Rio de Janeiro, no Brasil, também podendo referir-se, como adjetivo, a tudo o que pertence ou está de alguma forma relacionado ao município do Rio de Janeiro, como, por exemplo, aos seus bairros. Popularmente, no entanto, é também aceito como gentílico de todo o estado do Rio de Janeiro e de tudo aquilo que possui alguma relação com ele, como, por exemplo, em Campeonato Carioca de Futebol, mesmo sendo "Fluminense" o gentílico oficial.

## Economia
O PIB (produto interno bruto) do estado do Rio de Janeiro em 2013 foi de 626,320 bilhões de reais (IBGE/2013), sendo 404,37 bilhões referentes à Região Metropolitana do Rio de Janeiro e 221,95 bilhões referentes ao interior (inclusa a região serrana).
Com uma força econômica superior à de países como a Eslováquia e mais de 3 vezes a do Uruguai, o interior fluminense tem atraído cada vez mais empresas da capital estadual e de outros estados, que buscam custos menores, espaço para crescer e infraestrutura que favoreça o escoamento da produção e possíveis expansões futuras, sem comprometimento de sua produção ou da localidade onde estão instaladas. Impostos com alíquotas mais baixas também costumam atrair esses investimentos, já que os municípios interioranos costumam fazer renúncias fiscais bem atrativas a novos negócios[carece de fontes?].
Esses fatores tornam a região um polo de investimentos industriais que tem atraído muitas empresas, principalmente para o espaço produtivo formado por municípios da Mesorregião Sul Fluminense: Volta Redonda, Resende e Barra do Piraí.
Essa área é fortemente industrializada na região do Médio Paraíba e caracteriza-se por sua economia forte e bastante diversificada, sendo marcante a presença de indústrias de transformação na área siderúrgica, metalúrgica, têxtil, de energia elétrica (hidrelétrica, termoelétrica e nuclear) e automobilística, além de agropecuária leiteira.
O Sul Fluminense está dividido entre o Vale do Paraíba, a Serra do Mar e a Costa Verde. No Vale do Paraíba, cidades como Valença e Rio das Flores se destacam pelas fazendas históricas de café; em municípios como Resende e Itatiaia, estão localizados o Parque Nacional do Itatiaia, o Pico das Agulhas Negras, a Serrinha do Alambari e o distrito de Penedo (de colonização finlandesa). Na Serra do Mar, a cidade de Rio Claro, onde estão localizados o Parque Arqueológico de São João Marcos e o distrito de Lídice e na Costa Verde, cidades como Angra dos Reis e Paraty se destacam pela grande quantidade de turistas atraídos por suas belíssimas praias de cor azul-esverdeada, por santuários naturais como Ilha Grande e por suas cachoeiras, sobretudo nos meses de verão.
O Norte Fluminense é responsável por 87% do petróleo nacional, e as cidades que mais se destacam são: Campos dos Goytacazes, maior cidade do interior fluminense, tanto em área quanto em população, e Macaé, ambas entre as mais ricas do Brasil devido à prospecção petroleira. A indústria ceramista e a de açúcar e álcool também se destacam.
No Noroeste Fluminense, a agropecuária e a fruticultura são as principais atividades econômicas, tendo, ainda, a extração de pedras ornamentais ganhado espaço em algumas cidades, como Santo Antônio de Pádua.
Na Região Serrana, estão algumas importantes cidades voltadas para o turismo, como Petrópolis (Cidade Imperial, com seu casario histórico preservado), Teresópolis (que abriga a Granja Comary, local de treinamento da Seleção Brasileira de Futebol, e o Parque Nacional da Serra dos Órgãos, local de onde pode ser melhor avistado o Dedo de Deus, com 1 692 metros de altitude e que, na verdade, situa-se em Guapimirim), e Nova Friburgo, a "Suíça Brasileira", com seus restaurantes, suas cachoeiras e suas montanhas, como a Pedra do Cão Sentado (2 111 metros), Pico da Caledônia (2 219 metros de altitude) e os Três Picos de Salinas, maior elevação da Serra do Mar na região, com 2 310 metros de altitude.
A Região dos Lagos, porção das Baixadas Litorâneas, atrai grande quantidade de turistas, principalmente nos meses de verão. Os turistas procuram por algumas das mais belas praias do litoral fluminense, cabendo registrar as cidades de Armação dos Búzios (balneário reconhecido internacionalmente), Cabo Frio, Araruama, Arraial do Cabo, São Pedro da Aldeia, Saquarema (destino dos praticantes de surfe) e Iguaba Grande.

## Transportes
O interior do Rio de Janeiro conta com uma razoável porém boa rede de transportes, tendo, como eixos principais, as rodovias Presidente Dutra (BR-116), Lúcio Meira (BR-393), Amaral Peixoto (RJ-106), Saturnino Braga (RJ-155) entre Barra Mansa e Angra dos Reis, Rodovia Mario Covas BR-101, que corta o litoral do estado de Norte a Sul, bem como a Rodovia Washington Luís (BR-040), ligando a cidade do Rio de Janeiro a Juiz de Fora em Minas Gerais, Rodovia João Goulart (RJ-116), ligando a cidade de Itaboraí, na Região Metropolitana a Itaperuna, no Noroeste Fluminense, passando por Nova Friburgo, na Região Serrana, e dezenas de outras estradas estaduais que garantem acesso (com calçamento) a todas as cidades interioranas.
Além do sistema rodoviário, a região também conta com os aeroportos internacionais de Cabo Frio e de Macaé, e aeroportos domésticos em Angra dos Reis, Campos dos Goytacazes e Resende, estando em processo licitatório o de Volta Redonda.
Na área portuária, ficam, nessa região, os portos de Angra dos Reis, o Porto do Forno, em Arraial do Cabo e em projeto o de Açu, em São João da Barra, além de outros portos menores e terminais de minérios e petróleo nas cidades litorâneas.
As travessias marítimas da região são realizadas nos litorais da Região dos Lagos e do Sul Fluminense, também conhecido como Costa Verde. Essas travessias se dão a partir da ligação do continente com as ilhas locais, através de barcos ou traineiras.
O interior do estado também conta com quatro ferrovias que atravessam várias cidades interioranas como: a Estrada de Ferro Central do Brasil, ligando o Rio de Janeiro aos estados de São Paulo e de Minas Gerais e ao litoral de Mangaratiba, no Sul Fluminense, a Estrada de Ferro Leopoldina, ligando o Rio de Janeiro aos estados do Espírito Santo e de Minas Gerais e cortando parte do litoral do Norte Fluminense, a Estrada de Ferro Oeste de Minas (também conhecida como Linha Tronco da Rede Mineira de Viação), ligando Angra dos Reis ao Oeste de Minas Gerais e a Ferrovia do Aço, ligando Barra Mansa ao Sudeste de Minas Gerais.
No entanto, por conta de sucessivas desativações e supressões de linhas de passageiros entre as décadas de 1960 e 1980 e devido à privatização de todo o sistema ferroviário na segunda metade da década de 1990, que não somente desativou o que ainda restava de serviços de passageiros em determinadas linhas, como também eliminou as possibilidades de retorno destes, o transporte ferroviário no interior fluminense tornou-se restrito às cargas direcionadas aos portos e às usinas siderúrgicas no estado, estando concedido entre as empresas MRS Logística e VLI Multimodal.

## Educação
O interior do Rio de Janeiro possui diversas instituições de ensino, tanto médio como superior, sendo em grande parte privada. As universidades públicas de destaque nessa região são os campi da Universidade Federal Fluminense (com sede em Niterói) e da Universidade do Estado do Rio de Janeiro (com sede na capital) e a sede da Universidade Estadual do Norte Fluminense, em Campos dos Goytacazes. A rede federal de educação profissional também está presente em diversos municípios fluminenses por meio do Instituto Federal Fluminense, ofertando cursos técnicos, de graduação e de pós-graduação.

## Municípios do interior do Rio de Janeiro por área urbana
| Posição entre os 92 municípios do Estado do RJ | Município                     | Área urbana (km²) |
| ---------------------------------------------- | ----------------------------- | ----------------- |
| 2                                              | Campos dos Goytacazes         | 222,468           |
| 5                                              | Petrópolis                    | 165,76            |
| 9                                              | Araruama                      | 114,636           |
| 12                                             | Saquarema                     | 87,371            |
| 13                                             | Macaé                         | 78,517            |
| 15                                             | Angra dos Reis                | 65,8              |
| 16                                             | Volta Redonda                 | 65,492            |
| 17                                             | Teresópolis                   | 64,318            |
| 18                                             | Barra Mansa                   | 57,07             |
| 19                                             | Nova Friburgo                 | 49,899            |
| 20                                             | Resende                       | 48,217            |
| 22                                             | Cabo Frio                     | 47,633            |
| 24                                             | São Pedro da Aldeia           | 43,315            |
| 27                                             | Rio das Ostras                | 32,997            |
| 28                                             | Barra do Piraí                | 31,824            |
| 29                                             | Armação dos Búzios            | 29,998            |
| 30                                             | São Francisco de Itabapoana   | 29,225            |
| 32                                             | São João da Barra             | 26,518            |
| 34                                             | Itaperuna                     | 25,546            |
| 36                                             | Três Rios                     | 24,957            |
| 37                                             | Iguaba Grande                 | 20,019            |
| 39                                             | Miguel Pereira                | 18,03             |
| 41                                             | Itatiaia                      | 17,215            |
| 42                                             | Valença                       | 16,883            |
| 43                                             | Porto Real                    | 15,487            |
| 44                                             | Paty do Alferes               | 14,859            |
| 45                                             | Mangaratiba                   | 14,493            |
| 47                                             | Paraty                        | 12,914            |
| 48                                             | Santo Antônio de Pádua        | 12,202            |
| 49                                             | Piraí                         | 11,929            |
| 50                                             | Paraíba do Sul                | 11,75             |
| 51                                             | Arraial do Cabo               | 11,443            |
| 52                                             | Vassouras                     | 9,9               |
| 53                                             | Silva Jardim                  | 9,886             |
| 54                                             | São José do Vale do Rio Preto | 9,686             |
| 56                                             | Bom Jesus do Itabapoana       | 9,484             |
| 57                                             | Casimiro de Abreu             | 8,664             |
| 59                                             | Sapucaia                      | 7,786             |
| 60                                             | Conceição de Macabu           | 7,61              |
| 61                                             | São Fidélis                   | 6,877             |
| 62                                             | Rio Claro                     | 6,805             |
| 63                                             | Bom Jardim                    | 6,178             |
| 64                                             | Itaocara                      | 6,128             |
| 65                                             | Miracema                      | 6,019             |
| 66                                             | Aperibé                       | 5,978             |
| 67                                             | Areal                         | 5,563             |
| 68                                             | Pinheiral                     | 5,396             |
| 69                                             | Quissamã                      | 5,287             |
| 70                                             | Cordeiro                      | 4,972             |
| 71                                             | Carapebus                     | 4,954             |
| 72                                             | Natividade                    | 4,81              |
| 73                                             | Cantagalo                     | 4,785             |
| 74                                             | Engenheiro Paulo de Frontin   | 4,395             |
| 75                                             | Cambuci                       | 4,164             |
| 76                                             | Mendes                        | 4,144             |
| 77                                             | Italva                        | 4,129             |
| 78                                             | Cardoso Moreira               | 3,919             |
| 79                                             | Quatis                        | 3,708             |
| 80                                             | Porciúncula                   | 3,6               |
| 81                                             | Carmo                         | 3,285             |
| 82                                             | Santa Maria Madalena          | 3,261             |
| 83                                             | Comendador Levy Gasparian     | 3,226             |
| 84                                             | Trajano de Moraes             | 3,194             |
| 85                                             | Sumidouro                     | 3,113             |
| 86                                             | Duas Barras                   | 3,101             |
| 87                                             | Rio das Flores                | 2,787             |
| 88                                             | São Sebastião do Alto         | 1,911             |
| 89                                             | Varre-Sai                     | 1,716             |
| 90                                             | Laje do Muriaé                | 1,401             |
| 91                                             | Macuco                        | 1,154             |
| 92                                             | São José de Ubá               | 0,98              |

## Principais cidades
- Angra dos Reis
- Araruama (área perimetropolitana)
- Armação dos Búzios
- Arraial do Cabo
- Barra do Piraí
- Barra Mansa
- Bom Jesus do Itabapoana
- Cabo Frio
- Campos dos Goytacazes
- Casimiro de Abreu
- Itaperuna
- Macaé
- Mangaratiba (área perimetropolitana)
- Miguel Pereira (área perimetropolitana)
- Nova Friburgo (área perimetropolitana)
- Paraíba do Sul
- Paraty
- Petrópolis (área perimetropolitana)
- Resende
- Rio das Ostras
- Santo Antônio de Pádua
- Saquarema (área perimetropolitana)
- São Fidélis
- São João da Barra
- São Pedro da Aldeia
- Teresópolis (área perimetropolitana)
- Três Rios
- Valença
- Vassouras
- Volta Redonda